# Campionati del mondo di atletica leggera 2023 - Staffetta 4×100 metri femminile
La staffetta 4×100 metri femminile dei campionati del mondo di atletica leggera 2023 si è svolta tra il 25 e il 26 agosto presso l'Centro nazionale di atletica leggera di Budapest, in Ungheria.

## Podio
| Pos.    | Nazionalità   | Prestazione |
| ------- | ------------- | ----------- |
| Oro     | Stati Uniti   | 41"03       |
| Argento | Giamaica      | 41"21       |
| Bronzo  | Gran Bretagna | 41"97       |

## Situazione pre-gara

### Record
Prima di questa competizione, il record del mondo (RM) e il record dei campionati (RC) erano i seguenti.
| Record                | Prestazione | Atleta                                                                                       | Data                               | Competizione         |
| --------------------- | ----------- | -------------------------------------------------------------------------------------------- | ---------------------------------- | -------------------- |
| Record mondiale       | 40"82       | Stati Uniti Tianna Madison, Allyson Felix, Bianca Knight, Carmelita Jeter                    | 10 agosto 2012 Londra, Regno Unito | Giochi olimpici 2012 |
| Record dei campionati | 41"07       | Giamaica Veronica Campbell-Brown, Natasha Morrison, Elaine Thompson, Shelly-Ann Fraser-Pryce | 29 agosto 2015 Pechino, Cina       | Mondiali 2015        |

### Campionesse in carica
Le campionesse in carica, a livello mondiale e olimpico, erano:
| Campione | Atleta                                                                                     | Prestazione | Data                                         | Competizione         |
| -------- | ------------------------------------------------------------------------------------------ | ----------- | -------------------------------------------- | -------------------- |
| Olimpico | Giamaica Briana Williams, Elaine Thompson-Herah, Shelly-Ann Fraser-Pryce, Shericka Jackson | 41"02       | 6 agosto 2021 Tokyo, Giappone                | Giochi olimpici 2021 |
| Mondiale | Stati Uniti Melissa Jefferson, Abby Steiner, Jenna Prandini, Twanisha Terry                | 41"14       | 23 luglio 2022 Eugene, Stati Uniti d'America | Mondiali 2022        |

### La stagione
Prima di questa gara, le squadre con le migliori tre prestazioni dell'anno erano:
| Pos. | Atleta                                                                                     | Prestazione | Data                                        |
| ---- | ------------------------------------------------------------------------------------------ | ----------- | ------------------------------------------- |
| 1    | Julien Alfred, Ezinne Abba, Rhasidat Adeleke, Kevona Davis Stati Uniti (squadra del Texas) | 41"55       | 8 giugno 2023 Austin, Stati Uniti d'America |
| 2    | Murielle Ahouré-Demps, Marie-Josée Ta Lou, Jessika Gbai, Maboundou Koné Costa d'Avorio     | 42"23       | 30 giugno 2023 Losanna, Svizzera            |
| 3    | N'Ketia Seedo, Marije Van Hunenstijn, Jamile Samuel, Tasa Jiya Paesi Bassi                 | 42"38       | 23 luglio 2023 Londra, Gran Bretagna        |

## Risultati

### Batteria 1
Le batterie di qualificazione si sono svolte il 25 luglio a partire dalle ore 20:00. Le prime tre squadre di ogni serie (Q) e i due tempi migliori tra le escluse (q) si sono qualificate alla finale.
| Pos. | Corsia | Nazione           | Atlete                                                                            | Tempo | Note                                     |
| ---- | ------ | ----------------- | --------------------------------------------------------------------------------- | ----- | ---------------------------------------- |
| 1    | 2      | Giamaica          | Briana Williams, Elaine Thompson-Herah, Shashalee Forbes, Shelly-Ann Fraser-Pryce | 41"70 | Q,                                       |
| 2    | 5      | Gran Bretagna     | Asha Philip, Imani Lansiquot, Bianca Williams, Annie Tagoe                        | 42"33 | Q,                                       |
| 3    | 4      | Svizzera          | Nathacha Kouni, Salomé Kora, Géraldine Frey, Melissa Gutschmidt                   | 42"64 | Q,                                       |
| 4    | 7      | Germania          | Louise Wieland, Sina Mayer, Gina Lückenkemper, Rebekka Haase                      | 42"78 | qR                                       |
| 5    | 8      | Trinidad e Tobago | Akilah Lewis, Michelle-Lee Ahye, Reyare Thomas, Leah Bertrand                     | 42"85 | Miglior prestazione personale stagionale |
| 6    | 9      | Spagna            | Lucia Carrillo, Jaël Bestué, Paula Sevilla, Carmen Marco                          | 42"96 | Miglior prestazione personale stagionale |
| 7    | 3      | Francia           | Carolle Zahi, Gémima Joseph, Hélène Parisot, Mallory Leconte                      | 43"12 | Miglior prestazione personale stagionale |
| 8    | 6      | Australia         | Ebony Lane , Bree Masters, Kristie Edwards, Torrie Lewis                          | dnf   |                                          |

### Batteria 2
| Pos. | Corsia | Nazione        | Atlete                                                                         | Tempo | Note                                     |
| ---- | ------ | -------------- | ------------------------------------------------------------------------------ | ----- | ---------------------------------------- |
| 1    | 6      | Stati Uniti    | Tamari Davis, Twanisha Terry, Tamara Clark, Melissa Jefferson                  | 41"59 | Q,                                       |
| 2    | 8      | Costa d'Avorio | Murielle Ahouré-Demps, Marie-Josée Ta Lou, Jessika Gbai, Maboundou Koné        | 41"90 | Q,                                       |
| 3    | 4      | Italia         | Zaynab Dosso, Dalia Kaddari, Anna Bongiorni, Alessia Pavese                    | 42"14 | Q,                                       |
| 4    | 3      | Paesi Bassi    | N'Ketia Seedo, Marije Van Hunenstijn, Jamile Samuel, Tasa Jiya                 | 42"53 | q                                        |
| 5    | 5      | Polonia        | Pia Skrzyszowska, Krystsina Tsimanouskaya, Magdalena Stefanowicz, Ewa Swoboda  | 42"65 | q,                                       |
| 6    | 9      | Cuba           | Laura Moreira, Enis M. Pérez, Yarima L. García, Yunisleydis García             | 43"17 | Miglior prestazione personale stagionale |
| 7    | 1      | Ungheria       | Gréta Kerekes, Jusztina Csóti, Boglárka Takács, Anna Luca Kocsis               | 43"38 | Record nazionale                         |
| 8    | 2      | Brasile        | Gabriela Mourão, Vitoria Cristina Rosa, Ana Carolina Azevedo, Rosângela Santos | 43"46 | Miglior prestazione personale stagionale |
| 9    | 7      | Nigeria        | Justina Eyakpobeyan, Favour Ofili, Rosemary Chukwuma, Faith Okwose             | dnf   |                                          |

### Finale
La finale si è svolta il 26 agosto alle ore 21:53.
| Pos. | Corsia | Nazione        | Atlete                                                                        | Tempo | Note                                     |
| ---- | ------ | -------------- | ----------------------------------------------------------------------------- | ----- | ---------------------------------------- |
|      | 6      | Stati Uniti    | Tamari Davis, Twanisha Terry, Gabrielle Thomas, Sha'Carri Richardson          | 41"03 | Record dei campionati                    |
|      | 7      | Giamaica       | Natasha Morrison, Shelly-Ann Fraser-Pryce, Shashalee Forbes, Shericka Jackson | 41"21 | Miglior prestazione personale stagionale |
|      | 8      | Gran Bretagna  | Asha Philip, Imani Lansiquot, Bianca Williams, Daryll Neita                   | 41"97 | Miglior prestazione personale stagionale |
| 4    | 4      | Italia         | Zaynab Dosso, Dalia Kaddari, Anna Bongiorni, Alessia Pavese                   | 42"49 |                                          |
| 5    | 3      | Polonia        | Pia Skrzyszowska, Kryscina Cimanoŭskaja, Magdalena Stefanowicz, Ewa Swoboda   | 42"66 |                                          |
| 6    | 1      | Germania       | Louise Wieland, Sina Mayer, Gina Lückenkemper, Rebekka Haase                  | 42"98 |                                          |
|      | 5      | Costa d'Avorio | Murielle Ahouré-Demps, Marie-Josée Ta Lou, Jessika Gbai, Maboundou Koné       | dnf   |                                          |
|      | 2      | Paesi Bassi    | N'Ketia Seedo, Lieke Klaver, Nadine Visser, Tasa Jiya                         | dnf   |                                          |
|      | 9      | Svizzera       | Nathacha Kouni, Salomé Kora, Géraldine Frey, Melissa Gutschmidt               | dq    | TR24.7                                   |